# 桑島久男
桑島 久男（くわしま ひさお、1934年3月6日 - ）は、日本の実業家。名古屋テレビ放送社長を務めた。

## 経歴
神奈川県出身。1958年に早稲田大学第一政経学部新聞学科を卒業し、朝日新聞社に入社。西部本社編集局長、大阪本社編集局長、取締役、出版局長、常務を経て、1997年2月に全国朝日放送顧問に就任し、同年6月には専務に就任した。1998年3月から2004年6月までに名古屋テレビ放送社長を務めた。
2002年から2004年までに日本民間放送連盟副会長を務めた。
2005年11月に旭日中綬章を受章した。